# 内蒙古人民广播电台
内蒙古人民广播电台成立于1950年7月，是内蒙古最早创办广播电台之一，现为内蒙古广播电视台的对内呼号之一，现有六套广播频率，全天播音109.15小时，其中，内蒙古蒙语新闻综合广播、汉语新闻综合广播可通过亚太二号卫星传输，信号通过中国周边53个国家和地区。

## 广播频率
- 蒙语新闻综合广播（AM1098 AM1458 SW4785 SW7210 SW9750 FM95.9）
- 汉语广播（FM89.0 AM675）
- 新闻广播（FM95.0）
- 交通之声（FM105.6）
- 音乐之声（FM93.6）
- 经济生活广播（FM101.4）
- 评书曲艺广播（FM102.8）
- 绿野之声(FM91.9）